# Wolfgang Schneider (Psychologe)
Wolfgang Schneider (* 19. Juni 1950 in Völklingen/Saar) ist ein deutscher Psychologe und ehemaliger Professor für Pädagogische Psychologie und Entwicklungspsychologie an der Universität Würzburg.

## Werdegang
Nach dem Abitur studierte Wolfgang Schneider Psychologie, Theologie und Philosophie in Wuppertal und Heidelberg. Im Jahr 1975 erwarb er in Heidelberg das Diplom in Psychologie. Danach war er Wissenschaftliche Hilfskraft bzw. Wissenschaftlicher Assistent an der Universität Heidelberg. Im Juni 1979 promovierte er an der Wirtschafts- und Sozialwissenschaftlichen Fakultät der Uni Heidelberg. Es folgte (1981–1982) ein Forschungsaufenthalt an der Stanford University (USA). Von 1982 bis 1991 war er Wissenschaftlicher Mitarbeiter am Max-Planck-Institut für psychologische Forschung, München.
1988 folgte die Habilitation im Fach Psychologie an der LMU München. Von 1991 bis 2016 hatte er den Lehrstuhl für Psychologie IV (Pädagogische Psychologie und Entwicklungspsychologie) an der Universität Würzburg inne. Von April 2016 bis März 2019 war er als Seniorprofessor an der Universität Würzburg beschäftigt.
1991 war er Gründungsbeauftragter für das Fach Psychologie an der Pädagogischen Hochschule Erfurt/Mühlhausen. Im Folgejahr wurde er zum Prodekan der Philosophischen Fakultät III der Universität Würzburg gewählt; ein Jahr später war er auch geschäftsführender Vorstand des Instituts für Psychologie, Mitglied der Ausbildungskommission innerhalb der Deutschen Gesellschaft für Psychologie und Sprecher der Fachgruppe Entwicklungspsychologie in derselben Gesellschaft.
1996 wurde er Dekan der Philosophischen Fakultät III der Universität Würzburg und 1998 Mitglied des Senats. Von 2004 bis 2009 fungierte er als Vizepräsident der Universität Würzburg. In diesem Amt initiierte er 2004 zusammen mit dem Mathematiker Dr. Richard Greiner die Einrichtung des Frühstudiums für Gymnasiasten an der Universität Würzburg. Von 2004 bis 2019 fungierte er als Gründungsdirektor der Begabungspsychologischen Beratungsstelle der Universität. Von 2009 bis 2011 war er Dekan der Philosophischen Fakultät II der Universität Würzburg. Seit 2013 ist er Honorarprofessor an der School of Education, Durham University, United Kingdom.
Zum ersten Vizepräsidenten der Deutschen Gesellschaft für Psychologie (DGPs) wurde er 2000 gewählt, und er war von 2002 bis 2004 Präsident der DGPs. Von 2010 bis 2014 war er Präsident der International Society for the Study of Behavioral Development (ISSBD), danach von 2014 bis 2016 Past President der ISSBD. Seit 2016 ist er Fellow des ISSBD.
Von 1998 bis 2001 sowie von 2007 bis 2010 war er Mitglied des Nationalen Konsortiums sowie der International Expert Group Reading der OECD-PISA-Studie, weiterhin auch von 2008 bis 2013 Mitglied des wissenschaftlichen Beirats des Bundesministeriums für Familie, Senioren, Frauen und Jugend. Von 2004 bis 2019 war er Mitglied im Stiftungsrat der Karg-Stiftung.
Im Jahr 2002 wurde er zum Mitglied der Leopoldina gewählt. 2012 hat Schneider den Franz-Emanuel-Weinert-Preis der Deutschen Gesellschaft für Psychologie erhalten. Im Jahr 2014 wurde er mit dem Förderpreis des wissenschaftlichen Beirats der LOS-Institute für sein Lebenswerk ausgezeichnet.
Im Mai 2018 wurde ihm im Rahmen des Stiftungsfests der Universität die Verdienstmedaille "bene merenti" in Gold verliehen (auch: Benemerenti; päpstliche Verdienstmedaille).

## Forschung
Seine Forschungsschwerpunkte liegen in den Bereichen der Pädagogischen Psychologie, pädagogisch-psychologische Diagnostik und Entwicklungspsychologie:
- Lese- und Rechtschreibforschung
- der frühen Förderung schulischer Fertigkeiten
- der Lese- und Lernforschung
- der Gedächtnis- und Metakognitionsentwicklung bei Kindern und Jugendlichen
- Medienpsychologie
- und der Hochbegabungs- und Expertiseforschung
- Einfluss des Fernsehens auf die Entwicklung von Sprach- und Lesekompetenzen
- motorische Entwicklung im Kindes- und Jugendalter

Über den akademischen Bereich hinaus wurde er vor allem durch seine Mitarbeit an vorschulischen Präventionsprogrammen bekannt, die in der Praxis weite Verbreitung fanden. Als Mitherausgeber und -autor der Reihe Deutsche Schultests bei Hogrefe war und ist er an der Entwicklung von pädagogisch-psychologischen Testverfahren für den schulischen Bereich maßgeblich beteiligt.